# Montes (Uruguay)
Montes ist eine Stadt in Uruguay.

## Geographie
Sie liegt im östlichen Teil des Departamento Canelones in dessen Sektor 9. Im Osten wird die Stadt vom Arroyo Solís Grande tangiert, der hier gleichzeitig die Grenze zum Nachbardepartamento Lavalleja bildet. Etwa 10 Kilometer westlich von Montes befindet sich mit Migues die nächstgelegene Stadt.

## Geschichte
Am 3. November 1952 wurde Montes durch das Gesetz Nr. 11.878 in die Kategorie "Pueblo" eingestuft.

## Infrastruktur

### Bildung
Montes verfügt mit dem im März 1972 gegründeten Liceo de Montes über eine weiterführende Schule (Liceo).

## Einwohner
Die Einwohnerzahl von Montes beträgt 1.760. (Stand: 2011)
| Jahr | Einwohner |
| ---- | --------- |
| 1963 | 1.841     |
| 1975 | 2.236     |
| 1985 | 2.156     |
| 1996 | 1.973     |
| 2004 | 1.713     |
| 2011 | 1.760     |

Quelle: Instituto Nacional de Estadística de Uruguay

## Stadtverwaltung
Bürgermeisterin (Alcalde) von Montes ist Maria Angel Mancuello (Frente Amplio).